# Nuoto in acque libere ai campionati mondiali di nuoto 2007 - 25 km femminili
La gara dei 25 km in acque libere femminili dei campionati mondiali di nuoto 2007 è stata disputata il 25 marzo a partire dalle ore 8:00.
Alla gara hanno preso parte 13 atlete provenienti da 10 nazioni.

## Medaglie
| Posizione | Atleta                  | Nazionalità |
| --------- | ----------------------- | ----------- |
| Oro       | Britta Kamrau-Corestein | Germania    |
| Argento   | Kalyn Keller            | Stati Uniti |
| Bronzo    | Ksenija Popova          | Russia      |

## Classifica finale
| Pos. | Atleta                  | Nazione     | Tempo      | Punti |
| ---- | ----------------------- | ----------- | ---------- | ----- |
| 1    | Britta Kamrau-Corestein | Germania    | 5:37:11.66 | 18    |
| 2    | Kalyn Keller            | Stati Uniti | 5:39:39.62 | 16    |
| 3    | Ksenija Popova          | Russia      | 5:39:51.51 | 14    |
| 4    | Angela Maurer           | Germania    | 5:40:00.13 | 12    |
| 5    | Natalia Pankina         | Russia      | 5:40:01.87 | 10    |
| 6    | Jana Pechanová          | Rep. Ceca   | 5:47:23.28 | 8     |
| 7    | Shelley Clark           | Australia   | 5:47:24.88 | 6     |
| 8    | Laura La Piana          | Italia      | 6:07:21.71 | 5     |
| 9    | Malwina Bukszowana      | Polonia     | 6:11:31.54 | 4     |
| 10   | Evelien Sohl            | Paesi Bassi | 6:24:25.82 | 3     |
| -    | Alessandra Romiti       | Italia      | DNF        | DNF   |
| -    | Darija Pop              | Montenegro  | DNF        | DNF   |
| -    | Eva Berglund            | Svezia      | DNF        | DNF   |